# Lepanthes capitana
Lepanthes capitana es una especie de orquídea epífita originaria de Ecuador. 

## Descripción
Es una orquídea de tamaño pequeño, con hábito de epífita  con erectos ramicaules delgados envueltos por 5-8 fundas escabrosas, lepantiformes que llevan  una sola hoja, apical, erecta, coriácea, elíptica, obtusa, cuneada y con base peciolada. Florece en el otoño, invierno y primavera en una inflorescencia de 10 cm] de largo, racemosa, con sucesivamente varias flores sueltas, ligeramente flexuosas.
Las siguientes especies son similares pero difieren lo suficiente para hacerlas especies separadas: L barbelifera, L salatrix, L tentacula y L volador.

## Distribución y hábitat
Se encuentra en el noroeste de Ecuador, en elevaciones de 2700 hasta 3300 metros. 
Esta especie es una pequeña versión de L elegantula que puede llegar a ser la misma especie, pero se diferencia en las flores más grandes, más grandes, sépalos largos con ápices largo acuminados

## Taxonomía
Lepanthes capitana fue descrita por Heinrich Gustav Reichenbach y publicado en Bonplandia (Hanover) 3: 241 1855.
Etimología
Ver: Lepanthes
capitana: epíteto latíno que significa igual.